# Митин, Константин Иванович
Константин Иванович Митин (21 мая 1905 — 22 июля 1977) — советский архитектор, член Союза архитекторов (1941).
Участник Великой Отечественной войны.

## Биография
Родился в 1905 году. До Великой Отечественной войны — работник проектно-строительной конторы «Сибстройпуть». В это время по проектом архитектора завершилось строительство вокзала станции Тогучин (1933) и всех линейных вокзалов железной дороги Обь — Проектная (1933—1934).
В 1934—1935 годах был проектировщиком хлебозавода при станции Промышленная, с 1934 по 1937 год руководил проектной группой и участвовал в проектировании вокзала на станции Новосибирск-Главный, в 1938 году — автор летнего театра (1500 мест) на станции Тайга.
В 1941—1944 годах принимал участие в Великой Отечественной войне. В 1944 году восстанавливал разрушенные железнодорожные вокзалы Могилёва и Гомеля. Согласно сохранившейся копии приказа Всесоюзного проектно-изыскательского объединения «Союзтранспроект» от 19 октября 1945 года (№ 164), «автора крупных объектов старшего архитектора Митина К. И.» 15 октября 1945 года «для повышения качества архитектуры и рабочего проектирования по крупным объектам Белорусской ж. д.» направили в «Киевтрансузелпроект». В результате двухлетнего труда были построены вокзал станции Клинцы и здание Управления железной дороги в Гомеле.
В послевоенные годы архитектор трудился в «Сибгипротрансе». С 1947 по 1948 год составил проект студенческого общежития института военных инженеров транспорта на 1500 человек, построенного в 1950 году.
В 1949 году проектировал административно-жилой комплекс в Барнауле.
В 1952—1954 годах был автором и главным архитектором семиэтажного дома «Сибгипротранса» на 66 квартир и 183-квартирного здания по улице Челюскинцев, 3 на площади Гарина-Михайловского (объекты введены в 1953 и 1956 годах).
В 1954 году — автор одного из лучших новосибирских строений «сталинской» послевоенной архитектуры — семиэтажного жилого здания (243 квартиры) на углу Советской улицы и Вокзальной магистрали.
В 1955 году на основе проектов архитектора был возведён вокзал станции Кулунда, в 1958 году — мост через Иню.
Последняя крупная работа Митина — новосибирский Дворец Пионеров в саду Кирова, спроектированный в 1963 году.
Похоронен на Заельцовском кладбище Новосибирска (квартал 48н).